# José Antonio Pascual
José Antonio Pascual Rodriguez, né le 29 mars 1942 à Salamanque, en Castille-et-León, est un linguiste, philologue et universitaire espagnol, spécialiste de la langue espagnole, qu'il enseigna à l'université Charles-III de Madrid. 

## Biographie
En 1970, José Antonio Pascual obtient son doctorat en philologie espagnole à l’université de Salamanque. En tant que romaniste, il a consacré plusieurs articles aux problèmes philologiques, il a publié des travaux novateurs sur la phonétique historique, l’histoire de la langue espagnole et l’étymologie.
José Antonio Pascual commence sa carrière en tant que professeur de l’enseignement secondaire (1967) et devient par la suite maître de conférences de philologie romane à l’université de Salamanque (1973). Il devient en 1979 professeur à l’université de Séville et en 1982, professeur de philologie espagnole à l'université de Salamanque. Il est professeur invité à l'université autonome de Barcelone en 1999.
Il devient par ailleurs Directeur de l’Institut Cervantes de Paris de 1997 à 2001 et en tant  que tel il intervient également à l’Assemblée nationale française. Il fait un séjour au Laboratoire de linguistique informatique de l'université Paris XIII en 2002 et met en place un jumelage avec l'université de Salamanque. 
Actuellement, il dirige le Nouveau dictionnaire historique de l'espagnol, projet lexicographique de grande envergure financé par le Ministère de la Culture et conduit par la Real Academia Española.

## Responsabilités et honneurs
- Fondateur de la Revista de la Sociedad Española de Lingüistica Aplicada
- Vice-président de l'université de Salamanque de 1986 à 1989
- Vice-président de l'université Charles-III de Madrid de 2002 à 2005
- Coordinateur de la recherche en sciences humaines à l'Agencia Nacional de Evaluación y Prospectiva du Ministère de l'Education National de 1995 à 1997
- Membre de l'Academia Chilena de la lengua
- Membre de l'Academia Paraguaya de la lengua
- Membre d'honneur de l'Instituto Caro y Cuervo de Santafé de Bogotà
- Parrain de la Fondation Pastor de Estudios clásicos
- Membre de la Real Academia Española
- Membre correspondant de l’Institut d'Estudis Catalans
- Chevalier des Arts et des Lettres (France) en 2004

## Principales publications
José Antonio Pascual Rodriguez a publié de nombreux ouvrages et articles sur la philologie, l’histoire de la langue espagnole et la lexicographie, dont voici quelques titres :
- La traducción de la Divina Commedia atribuida a Don Enrique de Aragón. Estudio y edición del Infierno. Salamanca, 1974.
- J. Corominas, avec la coll. de J. A. Pascual, Diccionario Critico Etimologico Castellano e Hispánico, Madrid, Gredos, 6 vols.,1980-1991.
- Límites y horizontes en un diccionario histórico, en collaboration avec Rafael García Pérez, Salamanca, Diputación de Salamanca, 2007.
- « Variación fonética o norma gráfica en el español medieval. A propósito de los dialectos hispánicos centrales », Cahiers de Linguistique Hispanique Médiévale. Hom. à Jean Roudil, 21, 1998, 89-104.
- « Detentar entre la norma y el uso », BULAG,  Mélanges offerts a Gaston Gross à l’occasion de son 60e anniversaire, PUFC, 2000, 161-179.
- La historia como pretexto, Discours d’admission à la Real Academia Española, Salamanca, 2002.
- “Ideología y diccionario” (en colaboración con Mª Carmen Olaguíbel). En: S. Ahumada (ed.): Diccionarios españoles, contenido y aplicaciones, Jaén, 1991, 73-89.
- “La coherencia en los diccionarios de uso”. En: E. Forgas, coord.: Léxico y diccionarios, Tarragone: Universitat Rovira i Virgili, 1996, 167-198.
- “La caracterización de los arcaísmos en un diccionario de uso”. En: VVAA: Cicle de Conferencies 95-96: Lèxic, corpus i diccionaris, Barcelona: IULA, 1997, 9-30.
- “Els lexicògrafs i el seu concepte del lèxic català”. En: VV. AA., Llibre blanc sobre la unitat de la llengua catalana, Barcelone, 1989 161-169.
- Proyecto de la realización del Diccionario Salamanca (en colaboración con J. Gutiérrez), Madrid: Santillana, 1996.
- “Tres largos paseos por el laberinto del diccionario”. En A. M. Medina Guerra (ed.): Lexicografía española, Barcelone: Ariel, 2003, 353-385.
- “The necessary role of history in dictionaries of current spanish”. En J. Gorrochategui, ed.: Basque and (Paleo)hispanic Studies in the Wake of Michelena’s Work, Vitoria: Servicio Editorial de la Universidad del País Vasco, 2003: 83-108.
- “Filología y lexicografía”. En M. A. Martín Zorraquino y J. L. Aliaga Jiménez: La lexicografía hispánica ante el siglo XXI. Balance y perspectivas, Zaragoza: Instituto Fernando el Católico, 2003, 151-166.
- “Las relaciones entre las palabras en un diccionario histórico: la relación genética” (en collaboration avec Rafael García Pérez), en Mar Campos Souto, Rosalía Cotelo García, José Ignacio Pérez Pascual (eds.), Historia del léxico español. Anejos de la Revista de Lexicografía, 5. A Coruña, Universidade da Coruña, 2007, pp. 109-124.
- “La organización de los materiales de un diccionario histórico: las formas de interés filológico” (en collaboration avec Rafael García Pérez). En E. Bernal y J. de Cesaris (eds.): Palabra por palabra. Estudios ofrecidos a Paz Battaner, Barcelona: IULA, 2006, 189-200.
- "Aproximación a una teoría de la acepción" (en collaboration avec Rafael García Pérez) Actas del II Congreso internacional de Lexicografía Hispánica, Alicante, Universidad de Alicante.